# Губадлинский район
Губадли́нский райо́н (азерб. Qubadlı rayonu) — район в юго-западной части Азербайджанской Республики. Административный центр — город Губадлы.
С лета 1993 до осени 2020 года район контролировался непризнанной Нагорно-Карабахской Республикой (НКР), территория района была включена в состав Кашатагского района. Согласно резолюциям Совета Безопасности ООН территория Губадлинского района рассматривалась как оккупированная армянскими силами.

## География
Губадлинский район расположен на юго-западе Азербайджана. Район граничит на западе с Арменией (на протяжении 120 км), на севере — с Лачинским и Ходжавендским, на востоке с Джебраильским, на юге — с Зангеланским районами.
Рельеф района преимущественно гористый. На территории района расположены юго-западные части Карабахского хребта (г. Топагач — 2010 м, г. Пирдаг — 1316 м), восточная часть Баргушатского хребта (г. Гартыз — 1277 м) и южная часть Карабахского нагорья (г. Курбантепе — 1075 м). На равнине Язы-дюзю, являющейся юго-восточной оконечностью Карабахского нагорья, абсолютная высота снижается до 450 м. На территории района Карабахский хребет переходит в наклонную волнистую равнину Инджа.
В Губадлинском районе протекают реки Акера и Баргюшад и их притоки (Кичик-Акера, Мейдандараси и др.).
В районе в основном распространены коричневые горно-лесные почвы. Растительный покров состоит из лугов с кустарниками и редколесьем, имеются горные леса (бук, дуб, граб и др.). По состоянию на 1976 год, леса в общей сложности занимали 13,2 тысяч га.

### Климат
Климат в основном умеренно-тёплый и сухой субтропический. Средняя температура в январе 1 °C в равнинной части и −4 °C в гористой, а в июле соответственно 26 °C и 14 °C. Годовое количество осадко 400—600 мм.

## История
Район был образован 30 августа 1930 года.
31 августа 1993 года контроль над территорией района перешёл к непризнанной НКР.
23 октября 2020 года президент Азербайджана Ильхам Алиев на своей официальной странице в Твиттере объявил, что села Зиланлы, Кюрд Махризли, Муганлы и Алакуршак Губадлинского района перешли под контроль ВС Азербайджана. Также 25 октября президент объявил о том, что контроль над некоторыми сёлами и городом Губадлы Губадлинского района перешёл к ВС Азербайджана. 2 ноября Ильхам Алиев объявил о взятии азербайджанской армией под контроль сёл Ишыглы, Мурадханлы, Миланлы, 4 ноября — Башарат, Каракишиляр и Караджаллы 7 ноября — Казьян, Бала-Солтанлы, Марданлы, 9 ноября — Юхары Моллу, Ашагы Моллу, Ходжик Губадлинского района.
12 ноября в районе начал службу местный отдел Службы государственной безопасности Азербайджана.
С 1991 года до 2021 года входил в состав Кельбаджар-Лачинского экономического района, а с 7 июля 2021 года входит в состав Восточно-Зангезурского экономического района.

## Население
Согласно Всесоюзной переписи 1989 года население района составляло 28 110 человек.

### Национальный состав
| Год переписи  | 1939           | 1970             | 1979             |
| ------------- | -------------- | ---------------- | ---------------- |
| азербайджанцы | 21 297(96,7 %) | ↗25 644 (99,6 %) | ↗26 237 (99,5 %) |
| армяне        | 647 (1,6 %)    | ↘28 (0,1 %)      | ↘26 (0,1 %)      |
| русские       | 258 (1,2 %)    | ↘53 (0,2 %)      | ↘45 (0,2 %)      |
| курды, другие | 124 (0,5 %)    | 23 (0,1 %)       | 65 (0,2 %)       |
| всего         | 22 026         | 25 748           | 26 673           |

## Достопримечательности
- Мавзолеи в селе Демирчиляр (азерб. Dəmirçilər türbələri) — два мавзолея XIV века, расположенные в селении Демирчиляр
- Мечеть в селе Мамар (азерб. Məmər məscidi) — мечеть в селении Мамар
- Мост Лалазара